# 작 (수형도위)
작(爵, ? ~ ?)은 전한 말기의 관료이다. '작'은 이름자로, 성씨는 알 수 없다.

## 행적
건시 2년(기원전 31년), 수형도위에 임명되었다.

## 출전
- 반고, 《한서》 권19하 백관공경표 下

| 전임 병우 | 전한의 수형도위 기원전 31년 ~ 기원전 28년? | 후임 왕훈 |